# Hans Heeren
 Hans Heeren  (15 februari 1960) is een Nederlands voormalig voetballer. 
Heeren begon bij het jeugdinternaat van Willem II, na een aantal jaar koos hij voor de jeugdopleiding van Feyenoord. Bij Feyenoord zat hij een paar wedstrijden op de bank onder coach Leo Beenhakker. Heeren speelde onder meer voor Willem II, NAC Breda en RKC Waalwijk in het betaalde voetbal.